# 特凯什·拉斯洛
特凯什·拉斯洛（匈牙利語：Tőkés László，發音：[ˈtøːkeːʃ ˈlaːsloː]；1952年4月1日—）是一位匈牙利裔罗马尼亚匈牙利族政治家，目前是欧洲议会议员（自2004年起）和副主席（自2010年起）。
他是一位罗马尼亚归正会的主教，也是罗马尼亚匈牙利族民主联盟前名誉会长，特兰西瓦尼亚匈牙利族国民议会创始成员和主席。
1989年，他在罗马尼亚西部城市蒂米什瓦拉担任助理牧师，政府欲将其驱逐出境，而引发了蒂米什瓦拉事件，乃至1989年罗马尼亚革命，尼古拉·齐奥塞斯库的统治被推翻，结束了罗马尼亚的共产党时代。
他是欧洲历史和解集团成员，是2009年4月2日“关于欧洲良知和极权主义”的欧洲议会决议的作者之一。

## 家庭
特凯什·拉茲罗出生在克卢日，父亲伊什特万·特凯什是一位神学教授和主要是匈牙利族的归正会的副主教。他有两个儿子和一个女儿。儿子特凯什·马泰在1989年罗马尼亚革命时只有三岁，后来收集了朋友、亲戚，和其他事件的参与者的回忆，在2005年写了《每个人的镜子》，描写了他的父母和家庭的艰难。
2010年3月，他的妻子提出离婚。她指责主教有“众多的外遇”和“荒唐的习惯”。 不忠和虐待的指责得到一位前顾问的确认。2011年2月发出离婚判决。